# 渤海钢铁集团
渤海钢铁集团有限公司，简称渤海钢铁、渤钢集团或渤钢（英語：Bohai Steel Group Company Limited），在2010年7月，由天津市委、市政府設立的投資控股公司，控股天津钢管投资控股有限公司、天津钢铁集团有限公司、天津天铁冶金集团有限公司和天津冶金集团有限公司。業務范围包括在中國內地和全球經營烧结、炼铁、炼钢、连铸、轧钢、金属。
2018年8月，天津市高级人民法院裁定受理了对渤海钢铁48家关联企业的重整申请，渤海钢铁宣告破产。

## 历史沿革
2010年7月，渤海钢铁集团组建后获得中国银行天津分行、中国建设银行天津分行、招商银行天津分行、天津银行、上海银行天津分行、兴业银行天津分行、中信银行天津分行和华夏银行天津分行总计1000亿元的银行授信。
在2014年，被美國時代雜誌獲選為全球500強企業排名為第327位。

## 债务危机
2016年元旦前后，天津市政府曾召集金融机构开会，要求金融机构继续支持天津市钢铁行业发展。但部分金融机构将此作为负面预警，对渤海钢铁集团抽贷，特别是外资金融机构对此更加敏感，加剧了渤钢集团现金流问题，导致债务危机爆发，总债务规模1920亿元。
渤海钢铁陷入财务困境后，天津钢管投资控股有限公司、天津钢铁集团有限公司、天津天铁冶金集团有限公司和天津冶金集团有限公司等，开始逐渐从渤海钢铁集团中剥离4月，天津钢管集团正式从渤海钢铁集团中剥离
北京科技大学冶金学教授许中波在接受采访时表示，渤钢债务危机是“银行被公司绑架”的一个例子，政府在经济上很难救活渤海钢铁。
“渤钢系”48家企业陷入严重债务危机，自行协议重组未获成功后，天津市高级人民法院于2018年8月24日裁定受理该48家企业重整申请，并通过采取关联企业程序合并的方式协调审理。2019年1月31日，天津市高级人民法院批准了“渤钢系”企业重整方案。
2019年1月，天津市渤海钢铁集团有国有独资变更为法人独资，股东由天津市国资委变更为天津渤海国有资本投资有限公司。同年，德龙集团参与渤海钢铁混合所有制改革，出资控股了渤钢旗下的钢铁板块。